# Ramessés V
Ramessés V (reinou aproximadamente entre 1146 a.C. e 1142 a.C.) foi o quarto faraó da XX dinastia egípcia, filho da rainha Duatentopet e do faraó Ramessés IV, de quem herdou o trono.

## História
O seu breve reinado caracterizou-se por um crescente poder da casa sacerdotal de Amon, que controlava já a maior parte das terras do país, bem como do sistema financeiro do mesmo. O papiro de Turim dá notícia de um escândalo financeiro no seu reinado que envolveu sacerdotes da ilha de Elefantina.

### Morte
As circunstâncias da morte de Ramessés V são ainda desconhecidas. É pouco provável que tenha sido destronado pelo seu sucessor, Ramessés VI, já que esse lhe usurpou a tumba KV9. Um óstraco registra que o faraó só foi sepultado no segundo ano do reinado de Ramessés VI, o que é muito irregular desde que a tradição egícpia exigia que o rei fosse mumificado e sepultado precisamente 70 dias após a ascensão de seu sucessor, período no qual a população ficava em luto. Entretanto, o motivo da demora para o sepultamento pode ser explicado pela necessidade de Ramessés VI derrotar os invasores Libios de Tebas, tendo talvez criado uma tumba temporária para Ramessés V até que o projeto de uma tumba dupla na KV9 fosse concluído. Sobre isso, o Papiro de Turim também dá nota da normalização de um conflito em Tebas exatamente no ano 2 do reinado de Ramessés VI.
A múmia de Ramessés V indica que este deve ter falecido de varíola devido a lesões encontradas em sua face.

## Titulatura
| G39 | N5 · Z1 |

| G39 | N5 · Z1 |

|                         |    |     |          |     |     |     |
| \| \| \| \| \| \| \| \| |    |     |          |     |     |     |
|                         |    |     |          |     |     |     |
| N5                      | C2 | C12 | N36 · I9 | F31 | S29 | M23 |

| N5 | C2 | C12 | N36 · I9 | F31 | S29 | M23 |

|                         |    |     |          |     |     |     |
| \| \| \| \| \| \| \| \| |    |     |          |     |     |     |
|                         |    |     |          |     |     |     |
| N5                      | C2 | C12 | N36 · I9 | F31 | S29 | M23 |

| N5 | C2 | C12 | N36 · I9 | F31 | S29 | M23 |

|                         |    |     |          |     |     |     |
| \| \| \| \| \| \| \| \| |    |     |          |     |     |     |
|                         |    |     |          |     |     |     |
| N5                      | C2 | C12 | N36 · I9 | F31 | S29 | M23 |

| N5 | C2 | C12 | N36 · I9 | F31 | S29 | M23 |

|                         |    |     |          |     |     |     |
| \| \| \| \| \| \| \| \| |    |     |          |     |     |     |
|                         |    |     |          |     |     |     |
| N5                      | C2 | C12 | N36 · I9 | F31 | S29 | M23 |

| N5 | C2 | C12 | N36 · I9 | F31 | S29 | M23 |

| M23 · X1 | L2 · X1 |

| M23 · X1 | L2 · X1 |

|                         |     |     |     |    |    |     |
| \| \| \| \| \| \| \| \| |     |     |     |    |    |     |
|                         |     |     |     |    |    |     |
| N5                      | F12 | C10 | S29 | L1 | N5 | N35 |

| N5 | F12 | C10 | S29 | L1 | N5 | N35 |

|                         |     |     |     |    |    |     |
| \| \| \| \| \| \| \| \| |     |     |     |    |    |     |
|                         |     |     |     |    |    |     |
| N5                      | F12 | C10 | S29 | L1 | N5 | N35 |

| N5 | F12 | C10 | S29 | L1 | N5 | N35 |

|                         |     |     |     |    |    |     |
| \| \| \| \| \| \| \| \| |     |     |     |    |    |     |
|                         |     |     |     |    |    |     |
| N5                      | F12 | C10 | S29 | L1 | N5 | N35 |

| N5 | F12 | C10 | S29 | L1 | N5 | N35 |

|                         |     |     |     |    |    |     |
| \| \| \| \| \| \| \| \| |     |     |     |    |    |     |
|                         |     |     |     |    |    |     |
| N5                      | F12 | C10 | S29 | L1 | N5 | N35 |

| N5 | F12 | C10 | S29 | L1 | N5 | N35 |

| G5 |

| G5 |

| E1 · D43 | C10 | O25 |

| E1 · D43 | C10 | O25 |

| E1 · D43 | C10 | O25 |

| E1 · D43 | C10 | O25 |

| E1 · D43 | C10 | O25 |

| E1 · D43 | C10 | O25 |

| E1 · D43 | C10 | O25 |

| E1 · D43 | C10 | O25 |

| G8 |

| G8 |

| F12 | S29 | M4 | M4 | M4 | W19 | M17 | X1 · U15 · Aa13 | A40 |

| F12 | S29 | M4 | M4 | M4 | W19 | M17 | X1 · U15 · Aa13 | A40 |